# 이재성 (1985년)
이재성(1985년 6월 6일 ~ )은 대한민국의 전직 축구 선수이다. 현역 시절 포지션은 수비수였다.